# Perlin
Perlin ist eine Gemeinde im Süden des Landkreises Nordwestmecklenburg in Mecklenburg-Vorpommern (Deutschland). Sie wird vom Amt Lützow-Lübstorf mit Sitz in der Gemeinde Lützow verwaltet.

## Geografie
Die etwa 17 Kilometer südwestlich von der Landeshauptstadt Schwerin liegende Gemeinde ist die südlichste im Landkreis. Ein Teil des Dümmer Sees im östlichen Gemeindegebiet gehört bereits zum Landkreis Ludwigslust-Parchim. Der Bereich zwischen der oberen Schilde und oberen Sude erreicht hier Höhen bis 68 m ü. NN.
Umgeben wird Perlin von den Nachbargemeinden Gottesgabe im Nordosten, Dümmer im Südosten, Wittendörp im Südwesten sowie Schildetal im Nordwesten.

## Geschichte
Die urkundliche Ersterwähnung Perlins geht auf das Jahr 1222 zurück. Von 1343 bis 1431 hatten Ludolf, Ludeke und Hans von Blücher Besitz und Rechte in Perlin. Schon 1435 kam die Familie von Lützow nach Perlin und behielt das Gut, das Dorf und die Patronatsrechte der Kirche bis 1781. Mit dem Geheimen Regierungsrat Bernhard Friedrich Graf von Bassewitz übernahm 1795 die Familie von Bassewitz das Gut, das Dorf und das Kirchenpatronat von Perlin. Die Erben wohnten auf der Burg Schlitz südlich von Teterow, dem Hauptsitz dieses Bassewitzschen Zweiges.
1653 wurde eine Glashütte eingerichtet. 1826 gab es noch eine Mühle, Kirche und Schmiede im Ort.
Die Landwirtschaft spielt eine wichtige Rolle in und um Perlin. Am 16. Dezember 1877 erbte mit 21 Jahren Cuno Rudolph Friedrich Graf von Bassewitz das Gut mit dem Dorf, leistete am 29. Januar 1884 den Lehnseid und ließ 53 Jahre lang das Gut bewirtschaften. Von 1895 bis zur Auflösung des Klosteramts Dobbertin war Cuno von Bassewitz dort Provisor. Im Jahre 1928, also kurz vor der großen Wirtschaftskrise, beinhaltete das Rittergut Perlin als Lehngut mit Landgut Kowahl eine Größe von gesamt 1480 ha. Vor Ort war ein Administrator eingesetzt. Das spricht dafür, dass dies als Auflage eines Kreditunternehmens, zumeist den Ritterschaftsbanken, gilt. 1934 wurde das Gut an den Kaufmann Friedrich Gehrke und den Oberstleutnant Günther Stubbenrauch verkauft. 1936 enteignet, wurde es 1937 der Heeresverwaltung in Berlin unterstellt und zum Remonteamt umgebaut. Leiter war Oberst Freiherr von Langermann.
1945 kam es während der Besetzung durch die Amerikaner auf dem Gut zu einem Brand. Der Kuhstall, Ochsenstall, Schafstall, die Scheune und Teile des Pferdestalls brannten ab. Das Gutshaus wurde 1974 gesprengt. Einige Pfeiler und Reste des Parks sowie der Straßenname „Zum Schloss“ weisen auf die ehemalige Gutsanlage hin.
Anfang September 1945 war die Kirche noch mit fünf Flüchtlingsfamilien belegt. Ende Dezember 1945 brachen sowjetische Soldaten in die Kirche ein, beschädigten die Orgel und demolierten die Kirchenbänke.

## Politik

### Dienstsiegel
Die Gemeinde verfügt über kein amtlich genehmigtes Hoheitszeichen, weder Wappen noch Flagge. Als Dienstsiegel wird das kleine Landessiegel mit dem Wappenbild des Landesteils Mecklenburg geführt. Es zeigt einen hersehenden Stierkopf mit abgerissenem Halsfell und Krone und der Umschrift „• GEMEINDE PERLIN • LANDKREIS NORDWESTMECKLENBURG“.

## Sehenswürdigkeiten

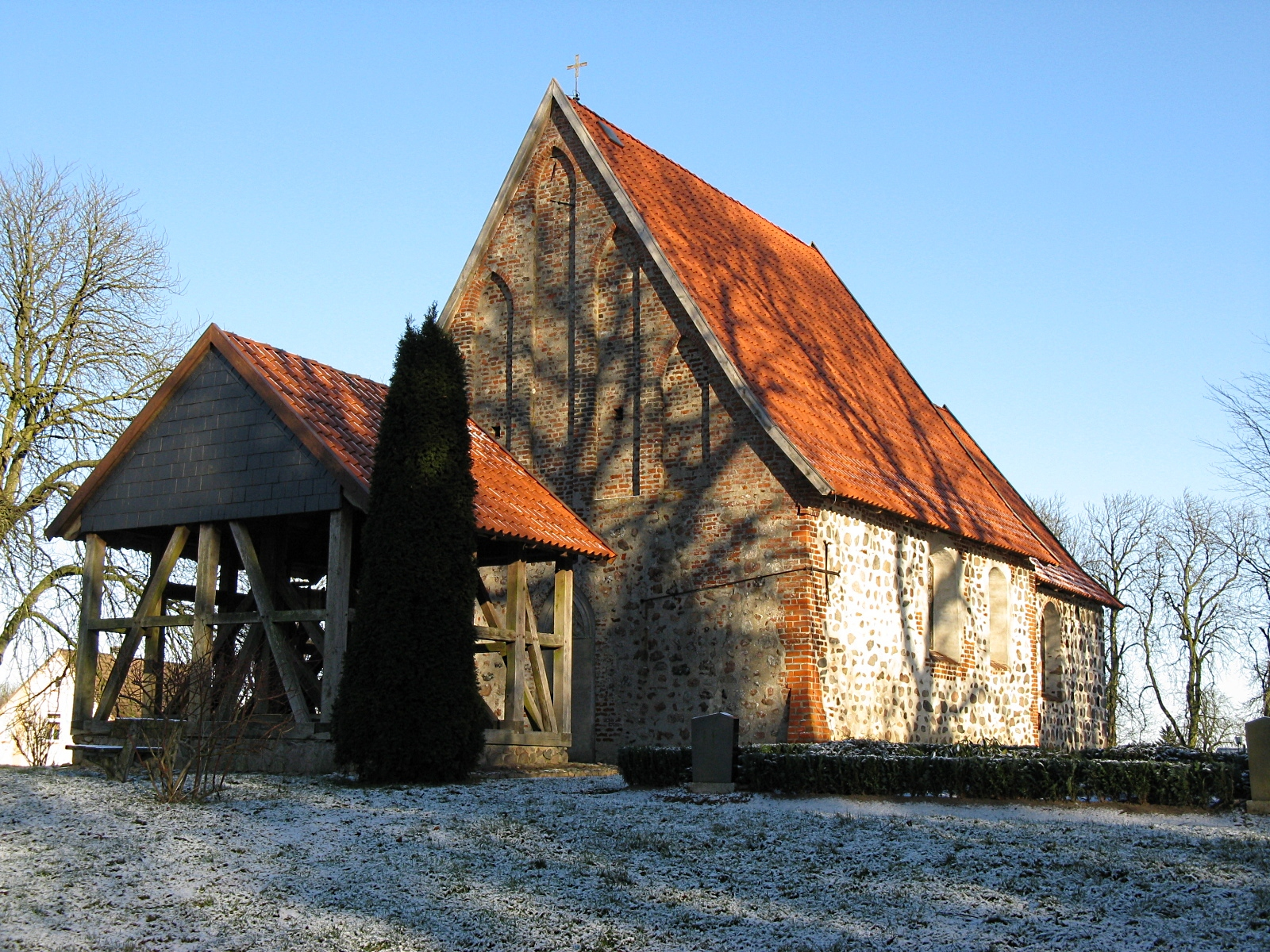
Dorfkirche Perlin

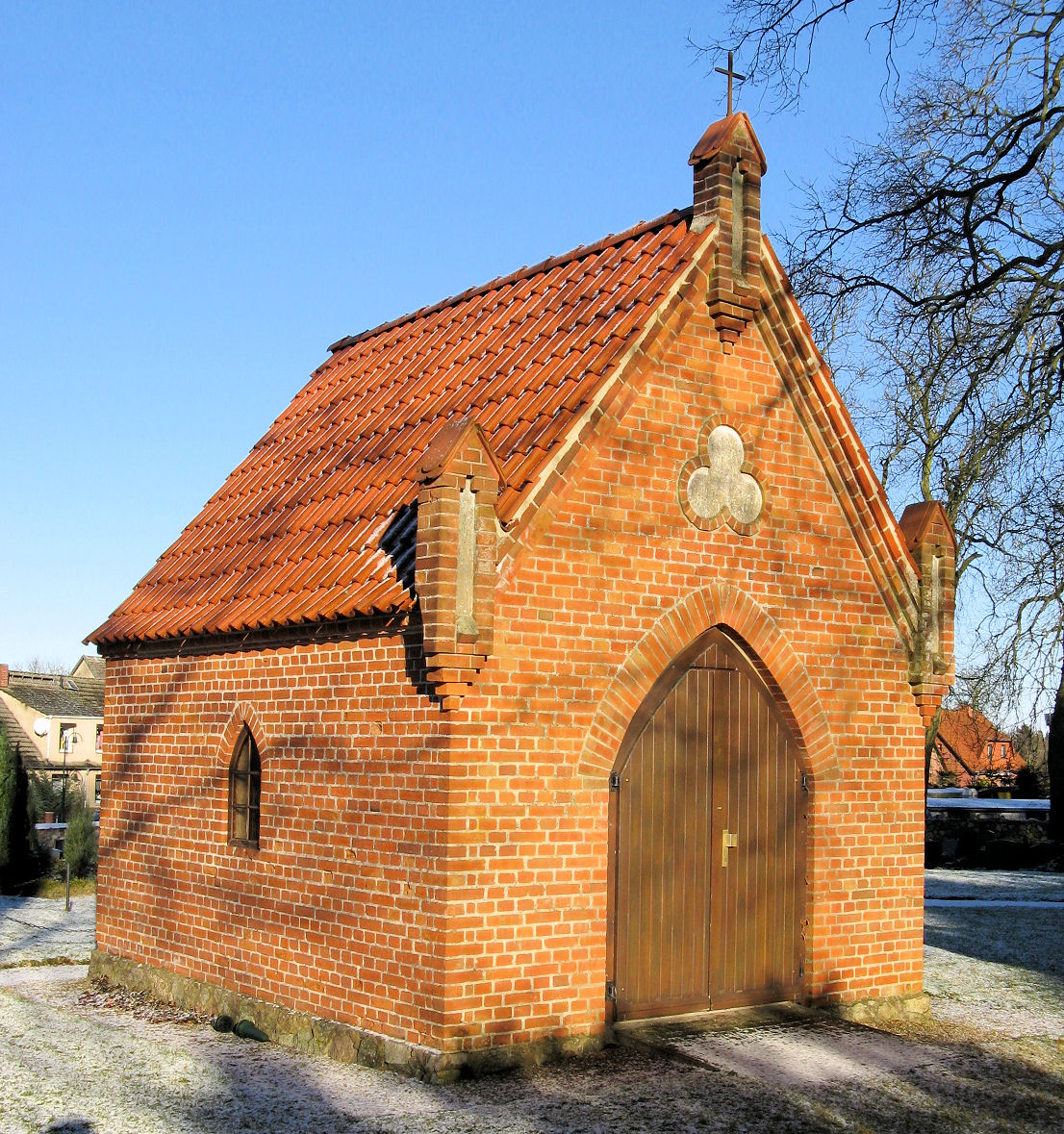
Kapelle auf dem Kirchhof

Die Ursprünge der turmlosen Feldsteinkirche in Perlin gehen auf die Mitte des 13. Jahrhunderts zurück. Die östlichen Giebeldreiecke sind in Fachwerk ausgeführt, das westliche in Backstein. Vom einst gotischen Baustil zeugen heute noch das östliche dreiteilige Chorfenster und das an der Südseite befindliche spitzbogige Portal. Das Langhaus mit Flachdecke nahm nach einem Brand im Jahr 1734 seine heutige Form an, der Chor hat sein kuppelförmiges Gewölbe mit dem schwach spitzbogigen Triumphbogen erhalten. Zur Innenausstattung der Kirche gehört der 1996 gemauerte Altartisch mit einer Eichenplatte und dem 1649 gefertigten Triumphkreuz aus der Pokrenter Kirche. In dem 1992 komplett sanierten hölzernen Glockenstuhl an der Westseite der Kirche befindet sich eine von Lorenz Strahlborn 1735 in Lübeck gegossene Glocke.
→ Siehe auch Liste der Baudenkmale in Perlin

## Verkehrsanbindung
Die Stadt Grevesmühlen ist 38 Kilometer, die im gleichen Landkreis liegende Insel Poel 60 Kilometer entfernt, dagegen befindet sich die Kleinstadt Wittenburg mit Anschluss an die Bundesautobahn 24 (Hamburg–Berlin) in etwa 13 Kilometer Entfernung. Der nächste Bahnhof liegt im acht Kilometer entfernten Amtssitz Lützow.

## Persönlichkeiten
- Heinrich Seidel (1842–1906), Sohn des Perliner Pastors Heinrich Alexander Seidel, Schriftsteller und Ingenieur, bekannt durch eine ingenieurtechnische Meisterleistung von 1880, die mit 62,5 Metern Breite damals in Europa größte freitragende Dachkonstruktion des Anhalter Bahnhofs in Berlin. Literarisch war er ebenfalls sehr produktiv tätig. Sein bekanntestes Werk ist das Buch Leberecht Hühnchen.
- Martin Romberg (1857–1943), geboren in Perlin, Theologe, Pastor und Propst in Schwerin und Ehrendoktor der Theologische Fakultät der Universität Rostock. Er veröffentlichte theologische Schriften und hielt zahlreiche Vorträge in Schwerin, Rostock und darüber hinaus.
- Albrecht Beyer (1902–1972), lutherischer Theologe, stammt aus Perlin

### Gedruckte Quellen
- Mecklenburgisches Urkundenbuch (MUB)

### Ungedruckte Quellen
- Landeshauptarchiv Schwerin (LHAS)
  - LHAS 3.2-3/1 Landeskloster/Klosteramt Dobbertin.
- Kreisarchiv Nordwestmecklenburg
  - N 20 Guts- und Herrenhäuser in Mecklenburg-Vorpommern, N220-0270 N20-0262 Perlin Gutshaus.

1. ↑  Statistisches Amt M-V – Bevölkerungsstand der Kreise, Ämter und Gemeinden 2023 (XLS-Datei) (Amtliche Einwohnerzahlen in Fortschreibung des Zensus 2011) (Hilfe dazu).
2. ↑  MUB I. (1863) Nr. 280
3. 1 2  Zerniner Beschäftigungsinitiative (ZEBI) e. V. und START e. V. (Hrsg.): Dorf- und Stadtkirchen im Kirchenkreis Parchim. Edition Temmen, Bremen/Rostock 2001, ISBN 3-86108-795-2, S. 194
4. ↑  (MUB) Band IX. (1875) Nr. 6277, (MUB) Band X. (1877) Nr. 6760
5. ↑  LHAS 3.2-3/1 Landeskloster Dobbertin Nr. 1311 Berufung des Grafen von Bassewitz auf Perlin zum Provisor.
6. ↑  Ernst Seyfert, Hans Wehner, W. Baarck: Niekammer’s Landwirtschaftliches Güter-Adreßbücher, Band IV, Mecklenburg. In: Niekammer (Hrsg.): Letzte Ausgabe. 4. Auflage. Band IV. Niekammer’s Güter-Adreßbüchern G.m.b.H., Leipzig 1928, S. 185 (g-h-h.de [abgerufen am 6. September 2021]).
7. ↑  Stadtarchiv Schwerin, Enteignung des Rittergutes Perlin durch das Deutsche Reich 1933–1938
8. ↑  Hauptsatzung § 1 Abs.2
9. ↑  Georg Dehio: Handbuch der deutschen Kunstdenkmäler. Mecklenburg-Vorpommern, Deutscher Kunstverlag, Neubearbeitung, München/Berlin 2000, ISBN 3-422-03081-6, S. 407